# ديفيد هنري مكفادين
ديفيد هنري مكفادين هو سياسي كندي، ولد في 17 فبراير 1856 في بيتيربوروغ في كندا، وتوفي في 1935. نشط حزبياً في Progressive Conservative Party of Manitoba ‏. وقد انتخب عضو المجلس التنفيذي لمانيتوبا ‏.